# Eugène Degorge
Eugène Charles François Degorge, né le 1er février 1825 à Boussu et décédé le 16 juillet 1907 à Bruxelles fut un homme politique libéral belge.
Degorge fut avocat et sénateur de l'arrondissement de Bruxelles.

## Sources
- Liberaal Archief